# Area unica dei pagamenti in euro
     Zona euro
     Altri membri dell'Unione Europea
     Altri stati membri dello Spazio economico europeo e Svizzera
     Microstati partecipanti alla SEPA
     Regno Unito (rimasto nella SEPA dopo la Brexit)

Logo dell'Area unica dei pagamenti in euro

I 36 paesi appartenenti alla SEPA (Single Euro Payments Area)
Zona euro
Altri membri dell'Unione Europea
Altri stati membri dello Spazio economico europeo e Svizzera
Microstati partecipanti alla SEPA
Regno Unito (rimasto nella SEPA dopo la Brexit)

L'area unica dei pagamenti in euro (Single Euro Payments Area o in acronimo SEPA) è un'area in cui cittadini, imprese e pubbliche amministrazioni degli Stati membri dell'Unione europea effettuano operazioni di pagamento in euro verso un altro conto, potendo contare su sistemi armonizzati per le caratteristiche degli strumenti, gli standard, le infrastrutture e i costi.
L'opportunità riguarda strumenti di pagamento elettronici quali: bonifici, addebiti diretti e carte di pagamento.

## Caratteristiche e scopi
Con la SEPA non c'è differenza tra un bonifico tra Roma e Milano e uno tra Roma e Lisbona. Domiciliare una bolletta presso un conto aperto in una banca a Francoforte equivale a domiciliarlo sul proprio conto in Italia. Ad esempio un cittadino europeo che risiede in un Paese può gestire i suoi pagamenti da un conto acceso presso una banca fuori dal suo Paese; una multinazionale può pagare lo stipendio dei dipendenti in Europa accentrando la tesoreria in un Paese; un ente previdenziale può pagare le pensioni nei Paesi SEPA a partire da un solo conto.
L'aspettativa è che tale approccio, grazie all'adozione di uno standard e alla semplificazione delle procedure, funga da stimolo agli scambi commerciali europei, aumenti la concorrenza tra i prestatori di servizi di pagamento e, per questa via, contribuisca alla diminuzione delle tariffe, rendendo più efficiente, sicuro e conveniente il mercato dei servizi di pagamento.

## Paesi aderenti
L'area unica dei pagamenti in euro comprende 36 Paesi:
- 20 sono gli Stati UE facenti parte dell'area euro: Austria, Belgio, Cipro, Croazia, Estonia, Finlandia, Francia, Germania, Grecia, Irlanda, Italia, Lettonia, Lituania, Lussemburgo, Malta, Paesi Bassi, Portogallo, Slovacchia, Slovenia e Spagna.
- 7 sono gli Stati UE che non adottano l'euro all'interno ma, tuttavia, effettuano pagamenti in euro: Bulgaria,  Danimarca, Polonia, Repubblica Ceca, Romania, Svezia e Ungheria.
- 9 sono Stati non membri dell'UE (alcuni dei quali utilizzano l'euro): Città del Vaticano, Andorra, Islanda, Liechtenstein, Norvegia, Principato di Monaco, Regno Unito, Svizzera e San Marino[3].

L'entrata in vigore della SEPA comporta dunque, per ciascuno dei paesi aderenti, il passaggio dagli schemi di pagamento correntemente in uso nel proprio mercato nazionale (BON e RID nel caso Italia) agli schemi di pagamento standardizzati a livello Europeo: il SCT  (SEPA Credit Transfer) e il SDD (SEPA Direct Debit).

## Lagovernancedel progetto SEPA
La SEPA è nata come iniziativa di autoregolamentazione del mercato, ispirata, promossa e supportata dalla Commissione europea, sotto la sorveglianza e l'indirizzo dell'Eurosistema (espressione che pone in uno la Banca centrale europea e le banche centrali nazionali degli Stati che adottano la moneta unica), guidata dall'industria bancaria europea, che la realizza mediante un organo ad hoc - lo European Payments Council (EPC) - e con il coinvolgimento delle parti interessate (associazioni delle imprese, dei consumatori, della pubblica amministrazione).
La SEPA si pone come un progetto ambizioso che avrebbe dovuto concludersi entro febbraio 2010.
Molti sono i motivi che non hanno consentito la realizzazione del progetto nei termini:
- una governance troppo banco-centrica, in cui erano poco o per nulla rappresentati gli altri attori coinvolti nel progetto. A ciò si è posto rimedio nel giugno 2010 con l'istituzione del SEPA Council, con compiti di promozione e coordinamento del progetto. Nel SEPA Council, oltre ai PSP (Prestatori di Servizi di Pagamento, cioè le banche, gli Istituti di pagamento e gli Istituti di moneta elettronica), trovano espressione rappresentanti delle imprese, delle Pubbliche Amministrazioni e dei consumatori;
- l'onerosità del progetto, che richiede ingenti investimenti tecnologici per vantaggi che non sono stati subito percepiti dalle banche;
- una campagna informativa insoddisfacente;
- lo scarso coinvolgimento delle pubbliche amministrazioni che, per l'ingente quantità di pagamenti effettuati annualmente, nelle intenzioni avrebbe dovuto rappresentare il volano per raggiungere in tempi brevi una massa critica di pagamenti SEPA-compliant.

Per dare l'impulso alla realizzazione della SEPA, la Commissione europea ha emanato la Legge Europea n. 260/2012 fissando il termine (cosiddetta End-date) entro il quale gli schemi di pagamento domestici relativi ai bonifici e agli addebiti diretti devono migrare verso gli schemi SEPA. Tale termine è stato fissato per il 1º febbraio 2014; con la successiva pubblicazione della Legge Europea n. 248/2014 gli organi legislatori Europei hanno inoltre conferito alle banche e alle imprese un ulteriore grace period di 6 mesi per consentire lo svolgimento di una migrazione graduale e garantire la continuità dei servizi di pagamento offerti ai consumatori durante questo importante momento di transizione. In conseguenza di ciò il termine ultimo per completare le attività di migrazione risulta fissato al 1º agosto 2014.
L'applicazione del regolamento n. 260/2012 nei fatti cambia i connotati del progetto SEPA da iniziativa di mercato ad adesione facoltativa a progetto obbligatorio.

## Il SEPA Credit Transfer
Il SEPA Credit Transfer (conosciuto anche con l'acronimo SCT) è il nuovo strumento che sostituisce il bonifico nazionale. I servizi a valere sullo schema di bonifico SEPA sono offerti ai clienti dalle banche europee dal 28 gennaio 2008. Il bonifico SEPA è uno strumento di base per eseguire pagamenti da conto a conto. Non rientrerebbero quindi nello Schema i bonifici per cassa. Lo strumento paneuropeo ha sostituito gradualmente nei paesi SEPA gli strumenti domestici sino al 1º febbraio 2014; da questa data si è adottato lo schema SEPA per i bonifici (SCT).

### Tempi massimi di esecuzione del SEPA Credit Transfer
Il tempo massimo di esecuzione inizialmente previsto dallo Schema SEPA era di 3 giorni lavorativi successivi alla data di accettazione dell'ordine da parte della banca ordinante: entro due giorni lavorativi da tale data la banca del soggetto ordinante deve regolare i fondi nei confronti della banca del beneficiario; la banca del beneficiario doveva accreditare le somme, nonché dare valuta, entro il giorno lavorativo successivo a quello di ricezione dei fondi. In coerenza con la direttiva europea n. 2007/64/CE - PSD sui servizi di pagamento, il tempo massimo di esecuzione dello schema di bonifico SEPA è sceso dal 1º novembre 2009 a 2 giorni lavorativi successivi alla data di ricezione dell'ordine del cliente, non alla data di accettazione della banca. In particolare, la banca del beneficiario dovrà ridurre i tempi di esecuzione e riconoscere al proprio cliente i fondi subito dopo averli ricevuti dalla banca dell'ordinante (cosiddetta valuta compensata). Dal 2012 i tempi di esecuzione sono stati ulteriormente ridotti a 1 giorno lavorativo successivo alla data di ricezione dell'ordine grazie alla contrazione del tempo di esecuzione della banca dell'ordinante. La legge consente ai prestatori dei servizi di pagamento di definire un termine in prossimità della fine della giornata operativa, decorso il quale l'ordine di bonifico del cliente si considera ricevuto nella giornata lavorativa successiva.
Per gli ordini di bonifico conferiti dal cliente in anticipo rispetto alla data di esecuzione richiesta dallo stesso cliente (indicata in un campo specifico delle maschere di home banking), le banche offrono ai clienti un servizio scadenzario: è la banca ordinante ad attivarsi per far sì che l'esecuzione dell'ordine sia avviato nel giorno richiesto dal cliente ordinante.

### Codici IBAN e BIC
Per eseguire un bonifico SEPA era necessario fornire alla propria banca il codice IBAN del conto su cui il pagamento dovrà essere accreditato e il codice BIC (codice SWIFT) della banca del beneficiario. Le banche potranno offrire alla clientela il servizio di derivazione del BIC dall'IBAN (desumendolo da tabelle di conversione dei codici nazionali di banca e sportello presenti nell'IBAN).
La legge europea n. 260/2012 ha previsto per le banche europee il principio di derivare il codice BIC, che individua banca e sportello alla quale va il bonifico, dai codici nazionali di banca e sportello presenti nell'IBAN di ogni paese europeo (per l'Italia sono ABI e CAB). Il principio è stato obbligatorio per i bonifici nazionali fino al 1º febbraio 2014, per i cross border europei dal 1º febbraio 2016. In seguito si è deciso per l'utilizzo del solo IBAN.

### La valuta di accredito del bonifico SEPA sul conto del beneficiario
A oggi, il bonifico SEPA non consente all'ordinante di indicare la "valuta" dell'accredito dei fondi sul conto del beneficiario, come nel caso di bonifico nazionale italiano. Quindi con il bonifico SEPA non sarà possibile chiedere l'accredito dei fondi sul conto del beneficiario con valuta precedente alla data di regolamento fra banche dei fondi (cosiddetta "prassi della valuta antergata").

### La fase di accredito del bonifico SEPA
In coerenza con l'ordinamento giuridico nazionale, l'accredito di un SCT viene eseguito dalle banche italiane controllando che il nome o la denominazione del beneficiario del pagamento, presente nel messaggio di bonifico, corrispondano all'intestatario del conto individuato dall'IBAN. Quando le procedure informatiche delle banche non riscontrano questa corrispondenza, il bonifico ricevuto viene "sospeso" e in un secondo momento, con l'intervento di personale addetto, piazzato "manualmente" sul conto del beneficiario se l'errore è "sanabile", restituito all'ordinante (storno) quando la banca non è in grado di individuare il beneficiario. La prassi bancaria potrà essere modificata nel recepimento della direttiva europea sui servizi di pagamento, che limita la responsabilità delle banche, per il corretto accredito delle somme, solo con riferimento all'identificativo indicato dal cliente ordinante. Posto che lo Schema di bonifico SEPA individua nel codice IBAN l'identificativo del beneficiario, le banche potrebbero modificare e semplificare le proprie procedure di piazzatura prevedendo l'accredito immediato sul conto se l'IBAN presente nel messaggio di bonifico SEPA corrisponde a quello di uno dei propri conti, viceversa restituire il bonifico alla banca ordinante. Tale circostanza determinerebbe da un lato lo snellimento delle attività "manuali" di piazzatura delle banche, un risparmio di tempi e costi, dall'altro il rischio di un errore di pagamento per l'ordinante e il beneficiario e anche rischi di truffe ai danni delle banche quando queste ultime sono ordinanti di bonifici (ad esempio a fronte di erogazione di prestiti con accredito su altra banca). L'impostazione della Direttiva europea è volta ad automatizzare la lavorazione lato banca del beneficiario, così da contrarre costi e tempi di esecuzione (la direttiva infatti ha chiesto alla banca del beneficiario di accreditare le operazioni ricevute "immediatamente dopo", superando la prassi bancaria di accredito nel giorno successivo a quello di ricezione). L'impostazione europea ritiene infatti che l'eliminazione del rischio di un IBAN truffaldino da una controparte commerciale non debba appesantire il processamento dei pagamenti.

## Il SEPA Direct Debit
Il SEPA Direct Debit (conosciuto anche mediante l'acronimo SDD) è lo strumento SEPA per l'incasso pre-autorizzato su mandato all'addebito richiesto dal debitore a favore di un suo creditore. In Italia ha sostituito il RID.

## Le infrastrutture nella SEPA
Lo European Payments Council, organo delle banche europee incaricato di realizzare la SEPA, dopo alcuni iniziali tentativi di individuare un soggetto a cui affidare lo svolgimento dei servizi di infrastruttura (trasporto dati, elaborazione, regolamento in base monetaria), ha lasciato al mercato e alle sue logiche la ricerca del migliore assetto, limitandosi a definire alcuni principi di alto livello che i gestori di infrastruttura devono rispettare.
Si sono dunque fronteggiati sul mercato, e continuano, due modelli distinti: il primo è quello che vede un unico soggetto offrire a tutte le banche europee l'infrastruttura necessaria; il secondo è invece basato su "n" gestori di infrastruttura, che offrono i servizi ciascuno alle proprie banche, collegati fra loro da accordi di interoperabilità.